# Ciasc
O Centro de Informática e Automação do Estado de Santa Catarina S.A. (CIASC), é o órgão responsável pela execução das políticas, da gestão e dos serviços de tecnologia da informação e governança eletrônica dos órgãos e entidades da administração pública estadual, direta e indireta. Presidida por Sérgio André Maliceski,[carece de fontes?] a empresa presta serviços de processamento de dados,, infovia, inteligencia e inovação governamental, desenvolvimento e operação de sistemas.

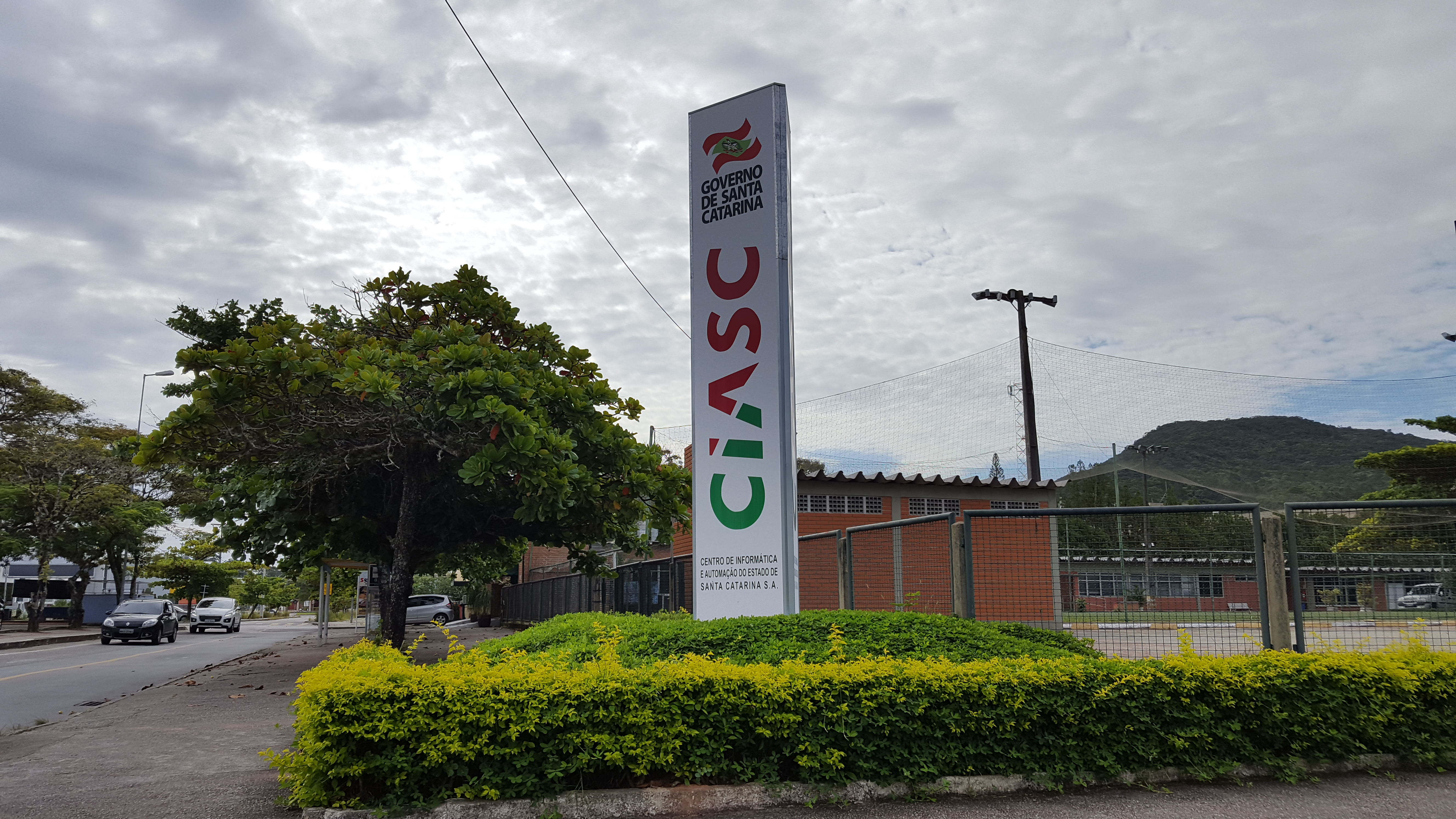
Sede do CIASC.

O Ciasc ainda investe em três programas sociais: "Projeto SC Games", "Associação Promocional do Menor Trabalhador - Promenor" e "Programa de Estágios".